# Kościół Miłosierdzia Bożego w Radomiu
Kościół Miłosierdzia Bożego w Radomiu – rzymskokatolicki kościół parafialny należący do parafii pod tym samym wezwaniem (dekanat Radom-Południe diecezji radomskiej).
Kościół został zbudowany jako kaplica w 1981 roku. Następnie, w latach 1981-1983 kaplicę rozbudowano do rozmiarów obecnej świątyni. Świątynia została zaprojektowana przez architekta Jana Chmielewskiego. Kościół został poświęcony w dniu 20 listopada 1983 roku przez biskupa Edwarda Materskiego.